# Konfuzius als Reformer

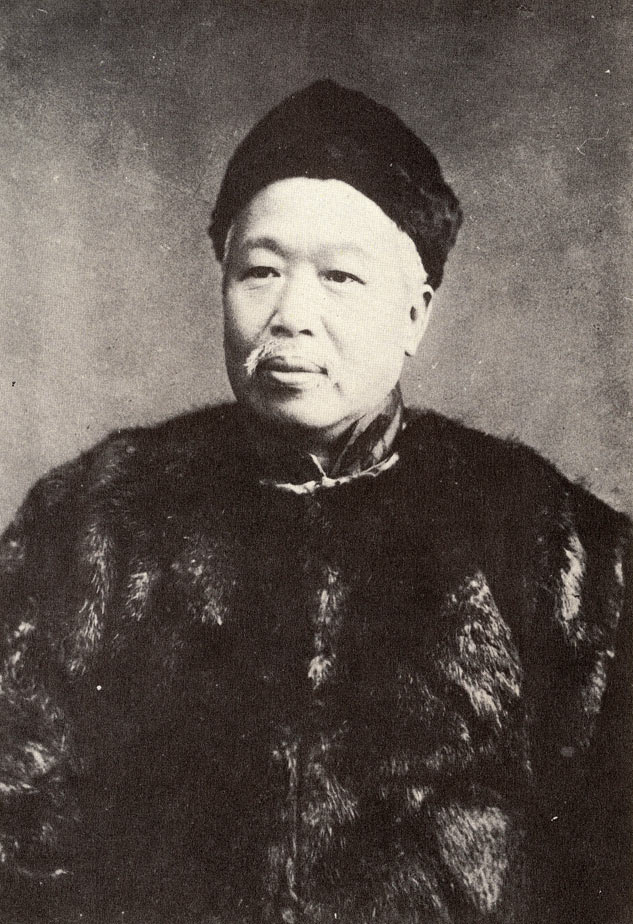
Kang Youwei

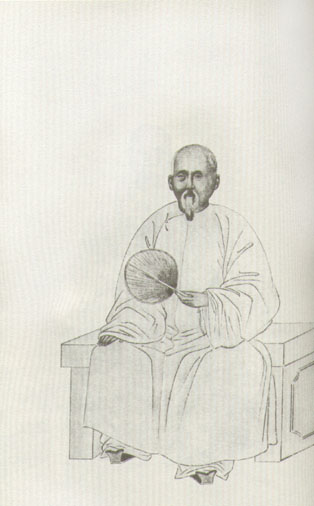
Liao Ping

Konfuzius als Reformer (kurz für: chinesisch 孔子改制考, Pinyin Kǒngzǐ gǎizhì kǎo, W.-G. Kung-tzu kai-chih k‘ao – „Studie/Untersuchung über Konfuzius als Reformer“) ist ein 1898 veröffentlichtes Werk des chinesischen Philosophen und Reformers Kang Youwei (1858–1927).

## Inhalt
Die Schrift erläutert Kangs Ansicht, dass Konfuzius sich sehr mit den Problemen seiner Zeit und mit Reformen befasst habe, als er die Sechs Klassiker (六經 / 六经,  liùjīng) kodifizierte oder schrieb. Der Wandel in den Dingen, behauptete Kang, sei eine der Hauptregeln, die das Universum und die Gesellschaft regulierten. Da Konfuzius ein Reformer gewesen wäre, sei die Reform heutiger Institutionen oder Ideen konform zu den wahren Lehren des Konfuzius. Augenscheinlich wird Konfuzius von Kang Youwei heraufbeschworen, um seine eigenen Reformziele voranzubringen.
Von dem konfuzianischen Gelehrten Zhu Yixin (1846–1894) beispielsweise wurde Kang Youwei bezichtigt, „den Namen des Weisen für einen fehlgeleiteten Plan, China mit fremden Ideen zu überfrachten“ zu missbrauchen.
Vertreter der konservativen Gentry forderten die Zerstörung der Druckplatten seiner Schrift.
Kang Youweis Einführung zu seiner Schrift ist in der Zeitschrift Buren (不忍,  Bùrěn), Nr. 1 (1913) enthalten. Sie wurde u. a. von Feng Youlan im Kapitel „Die Neutextschule in der Qing-Dynastie“ seiner Geschichte der chinesischen Philosophie verwertet.